# So Into You
『So Into You』（ソー イントゥ ユー）は、2002年3月13日にリリースされた倖田來未の4枚目のシングル。

## 解説
1枚目のアルバム『affection』の先行シングルである。
2007年発売のバラードベストアルバム『BEST〜BOUNCE & LOVERS〜』の付属DVDにこの曲のPVが収録された。
CDのジャケット・アートワークは、前年12月25日（クリスマス日）に都内某所のスタジオにおいて即行。なお、同日には後にリリースの1stアルバム『affection』の撮影も合わせて行われた。また、ミュージック・ビデオは2月14日に撮影された。初の屋外ロケによるもので、神奈川県・横浜市に存在する上海横浜友好園（本牧市民公園内）と三渓園でそれぞれ即行された。

## 収録曲
1. So Into You "Original Mix" [4:32]
作詞：Kumi Koda
作曲：Yasuhiro Abe
編曲：h-wonder
2. COLOR OF SOUL "Dub’s Guitar of Soul Remix" [7:46]
3. TAKE BACK "Blackwatch Remix" [7:23]
4. So Into You "instrumental" [4:32]

## タイアップ
- テレビ東京系「JAPAN COUNTDOWN」オープニングテーマ (#1)
- TBS系「ランク王国」オープニングテーマ（2・3月度）(#1)
- 日本テレビ系「TOKYO CLUB GANG」エンディングテーマ (#1)

## 楽曲の収録アルバム
- So Into You
  - 『affection』
  - 『BEST 〜first things〜』
  - 『BEST 〜BOUNCE & LOVERS〜』(DANCE BEST DVD)
  - 『BEST 〜2000-2020〜』(ファンクラブ限定盤)

## 収録ライブ映像
- So Into You
  - 『secret 〜FIRST CLASS LIMITED LIVE〜』(メドレー)
  - 『KODA KUMI 10th Anniversary 〜FANTASIA〜 in TOKYO DOME』(メドレー)
  - 『Koda Kumi 15th Anniversary First Class 2nd LIMITED LIVE at STUDIO COAST』(WALK OF MY LIFE、ファンクラブ限定盤)